# Albert Bielschowsky
Albert Bielschowsky (* 3. Januar 1847 in Namslau, Schlesien; † 21. Oktober 1902 in Deutsch-Wilmersdorf) war ein deutscher Literaturwissenschaftler. Er wurde durch seine Schriften zu Goethe bekannt.

## Leben
Bielschowsky wurde im schlesischen Namslau (Namysłów) geboren. Er studierte Philologie an der Universität Breslau und an der Universität Berlin. 1869 wurde er in Breslau promoviert. Von 1870 bis 1886 war er in Brieg im höheren Schuldienst tätig und siedelte dann nach Berlin über. Dort widmete er sich der literaturwissenschaftlichen Forschungsarbeit.
Sein Goethe-Buch wurde von der Literaturwissenschaft wohlwollend aufgenommen. Bielschowsky glaubte allerdings Züge Goethes oder ihm nahestehender Personen in Bühnenfiguren des Dichters, so Charlotte von Stein in der Iphigenie oder Herzogin Anna Amalia in der Leonore Sanvitale wiederzuerkennen, ohne das ausreichend begründen zu können.
Albert Bielschowsky starb 1902 im Alter von 55 Jahren in seiner Wohnung in der Schaperstraße 22 in Deutsch-Wilmersdorf. Beigesetzt wurde er auf dem Kaiser-Wilhelm-Gedächtnis-Friedhof in Westend. Das Grab ist nicht erhalten.
Bielschowskys Werk zu Goethe blieb unvollendet, sodass Theobald Ziegler es fertigstellte.

## Werke

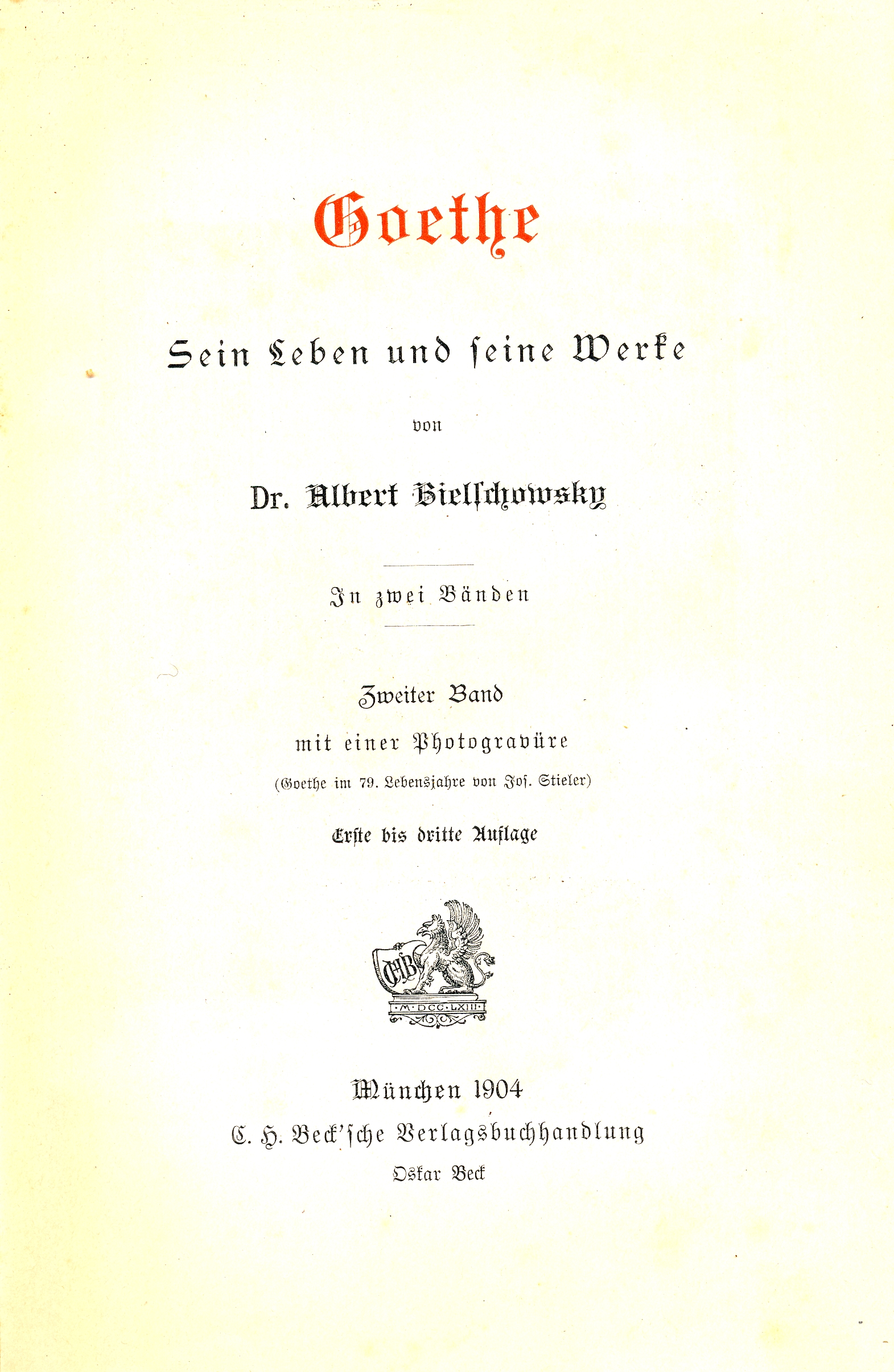
Goethe – Sein Leben und seine Werke, München 1904 (Titelseite)

- De spartanorum syssitiis. (Philologische Dissertation an der Universität Breslau). Jungfer, Breslau 1869 (Digitalisat der Bayerischen Staatsbibliothek München).
- Friederike Brion. Ein Beitrag zur Goethe-Literatur. Verlag der Schletter'schen Buchhandlung E. Franck, Breslau 1880 (archive.org, Wiederabdruck in: Friederike und Lili. 1906, s. u.).
- Das Schwiegerling'sche Puppenspiel vom Dr. Faust. (Kommentierte Ausgabe). In: Bericht über die Königliche Gewerbeschule zu Brieg a. O. für das Schuljahr 1882, S. 50ff.
- Geschichte der deutschen Dorfpoesie im 13. Jahrhundert. I: Leben und Dichten Neidharts v. Reuenthal. Mayer & Müller, Berlin 1890 (Volltext in der Google-Buchsuche-USA).
- Über Echtheit und Chronologie der Sesenheimer Lieder. In: Goethe-Jahrbuch 12 (1891), S. 211–227 (Volltext in der Google-Buchsuche-USA, Wiederabdruck in: Friederike und Lili. 1906, s. u.)
- Friederike und Lili. Fünf Goethe-Aufsätze. Hrsg. von Daniel Jacoby. C. H. Beck’sche Verlagsbuchhandlung, München 1906 (Digitalisat der 2., unveränderten Auflage im archive.org).
- Goethe. Sein Leben und seine Werke. 2 Bände. C. H. Beck’sche Verlagsbuchhandlung, München 1895–1903 u.ö. (Digitalisate: Erster Band, Zweiter Band).